# Kanton Colmar-Nord
Colmar-Nord is een voormalig kanton in het Franse departement Moselle. Het omvatte uitsluitend een deel van de gemeente Colmar.
Op 1 januari 2015 werd het arrondissement Colmar opgeheven en werd het kanton opgenomen in het arrondissement Colmar-Ribeauvillé. Op 22 maart van hetzelfde jaar werden de kantons van Colmar opgeheven en werd de gemeente herverdeeld over de nieuwe kantons Colmar-1 en -2.